# Альткирхен
Альткирхен (нем. Altkirchen) — община в Германии, в земле Тюрингия.
Входит в состав района Альтенбург. Подчиняется управлению Альтенбургер Ланд.  Население составляет 1061 человек (на 31 декабря 2010 года). Занимает площадь 20,05 км².
Община подразделяется на 13 сельских округов.